# Johann Tönjes Cordes
Johann Tönjes Cordes (* 25. Februar 1878 in Bremerhaven; † 9. September 1955 in Hamburg-Blankenese) war ein deutscher Schiffbauingenieur und Werftdirektor. 

## Leben
Cordes war der Sohn des Büchsenmacher Hermann Gerhard Cordes. Er besuchte die Realschule in Geestemünde, die spätere Wilhelm-Raabe-Schule. Seine praktische Lehrzeit absolvierte er bei der Seebeck AG in Geestemünde. Danach ging er auf das Technikum in Altenburg.
Er war dann tätig als Konstrukteur bei der Seebeck AG, der Eiderweft in Tönning, bei der Stülcken-Werft in Hamburg und der Frerichs AG in Osterholz-Scharmbeck. Seit 1908 arbeitete er wieder für die Stülcken-Werft in Hamburg, zunächst als Bürochef, dann als Prokurist und von 1919 bis 1928 als Mitinhaber. 1922 weist ihn das Jahrbuch der Schiffbautechnischen Gesellschaft als Oberingenieur bei der Stülcken-Werft in Hamburg aus.
Er wurde 1928 zum Direktor der Schiffswerft und Maschinenfabrik AG Neptun in Rostock berufen.
Cordes galt als Spezialist auf dem Gebiet der Hochseefischerei.
Um 1942 verlor er seinen Direktorposten, weil er sich geweigert hatte, in die NSDAP einzutreten und die Mitgliedschaft in der Freimaurerloge aufzugeben.
Er war verheiratet mit Johanna Juliane Cordes geb. Behrmann und hatte sechs Kinder.

## Auszeichnungen
- Silberne Medaille des Deutschen Seefischerei-Vereins